# Madden NFL 22
Madden NFL 22 è un videogioco di football americano, sviluppato da EA Tiburon e pubblicato da Electronic Arts il 20 agosto 2021.
Si tratta del trentacinquesimo capitolo della serie videoludica Madden NFL, l'ultimo peraltro ad essere stato rilasciato prima della morte dell'ex allenatore e telecronista John Madden, da cui la serie aveva tratto denominazione.

## Copertina
La copertina del videogioco vede figurare i due quarterback Patrick Mahomes (già apparso nella copertina di Madden NFL 20) e Tom Brady (già apparrso nella copertina di Madden NFL 18), selezionati in quanto quarterback titolari rispettivamente dei Kansas City Chiefs e dei Tampa Bay Buccaneers, ovverosia le due franchigie scese in campo al Super Bowl LV, poi conquistato dalla formazione di Brady. Si tratta della seconda copertina nella storia della serie videoludica a vedere figurare due atleti insieme, dopo quella di Madden NFL 10.

## Novità
Sin dalle prime battute pubbliche, gli sviluppatori di Electronic Arts hanno dichiarato l'intenzione di migliorare l'organizzazione degli skill-tree e dello staff management. Nuove variabili di gioco sono state introdotte in via inedita in questo capitolo: tra di esse si ricorda principalmente l'home-field advantage, che si traduce in un effettivo vantaggio concreto guadagnato dalla squadra di casa di una qualsivoglia gara attraverso la tifoseria presente allo stadio. Nella modalità Face of the Franchise è ora possibile giocare snap difensivi (precedentemente erano disponibili solo quelli offensivi); la modalità carriera presenta l'inedita funzione di selezione dei coordinatori dell'attacco e della difesa.

## Colonna sonora
La colonna sonora originale del gioco si compone di 11 tracce inedite, realizzate, tra i tanti, da artisti di spicco quali Jack Harlow, Moneybagg Yo, Swae Lee. A queste si aggiungono altre quarantasei canzoni, realizzate da rapper conclamati quali J. Cole, Future, Drake.

### Colonna sonora originale
1. Belly – How I'm Feeling (feat. Shenseea) – 3:02
2. Morray – Mime – 2:58
3. Swae Lee – Ball Is Life (feat. Jack Harlow) – 5:23
4. Moneybagg Yo – Blitz (feat. Tripstar) – 2:01
5. Tierra Whack – 8 – 2:22
6. YSB Tril – Count Me In – 2:20
7. BRS Kash – Oh No (Madden Version) – 2:59
8. 42 Dugg – Down Ready Set – 1:36
9. J.I.D – Ambassel – 2:15
10. Sally Sossa – Number One – 1:54
11. Tank and the Bangas – Back in a Minute – 2:58

## Accoglienza
L'aggregatore online di recensioni Metacritic riporta una valutazione media delle critiche professionali pari a 68/100 per la versione per PlayStation 5 e a 70/100 per la versione per Xbox Series X e Series S. La webzine IGN riporta una valutazione di 6/10, nella quale manifesta apprezzamento per i piccoli cambiamenti apportati rispetto ai capitoli più recenti della serie, notando però come ciò non costituisca un verso passo in avanti per l'esperienza di gioco in generale. Diversamente, GamesRadar+ sostiene che i miglioramenti introdotti nella modalità franchise del gioco contribuiscano a creare una tangibile atmosfera di adrenalina sportiva, constatando tuttavia che le altre modalità di gioco sembrano essere state poco curate, in termini di innovazione, dagli sviluppatori. Con una valutazione di 7/10, Game Informer puntualizza la presenza di diverse problematiche tecniche, pur apprezzando la generale esperienza di gioco.